# Atentado de Charlottesville de 2017
El atentado de Charlottesville fue un incidente ocurrido en Charlottesville, Estados Unidos, el 12 de agosto de 2017. Empezó después de que un hombre identificado como James Alex Fields embistió con un vehículo a una multitud que estaba en contra de manifestaciones de Unite the Right. Finalmente, el atentado acabó en un muerto y 19 heridos.

## Contexto
La tarde del 12 de agosto del 2017, en la ciudad de Charlottesville, al sur de Virginia, se celebraron diversas manifestaciones de Unite the Right, grupos de derecha alternativa y derecha extrema. La situación empeoró cuando los contrarios a estas manifestaciones se enfrentaron a los protestantes, lo que provocó insultos, cánticos cruzados y peleas entre ambos bandos. Uno de los principales lugares donde tuvieron lugar los hechos fue en Emancipation Park. 
Después del atropello en Charlottesville, un helicóptero se estrelló a las afueras de la ciudad, y dejó otros dos muertos.

## Atentado
Mientras los rivales se manifestaban, un auto los embistió y mató a una persona y dejó a otras 19 heridas.
Rápidamente, la situación en la ciudad se tornó fuera de control, lo que provocó la movilización de las autoridades de Charlottesville. Finalmente, el FBI confirmó más tarde que el acto estaba siendo considerado como “terrorismo interno”.

## Autor e investigaciones
El agresor fue identificado como James Alex Fields, de 20 años de edad, residente de Ohio. Luego del atropellamiento masivo, la policía lo detuvo y fue acusado de varios delitos, entre ellos asesinato. En paralelo, el gobierno federal abrió una investigación sobre una posible violación de derechos civiles en el atropello, es decir, el acusado estaba motivado por una discriminación racial.

## Consecuencias

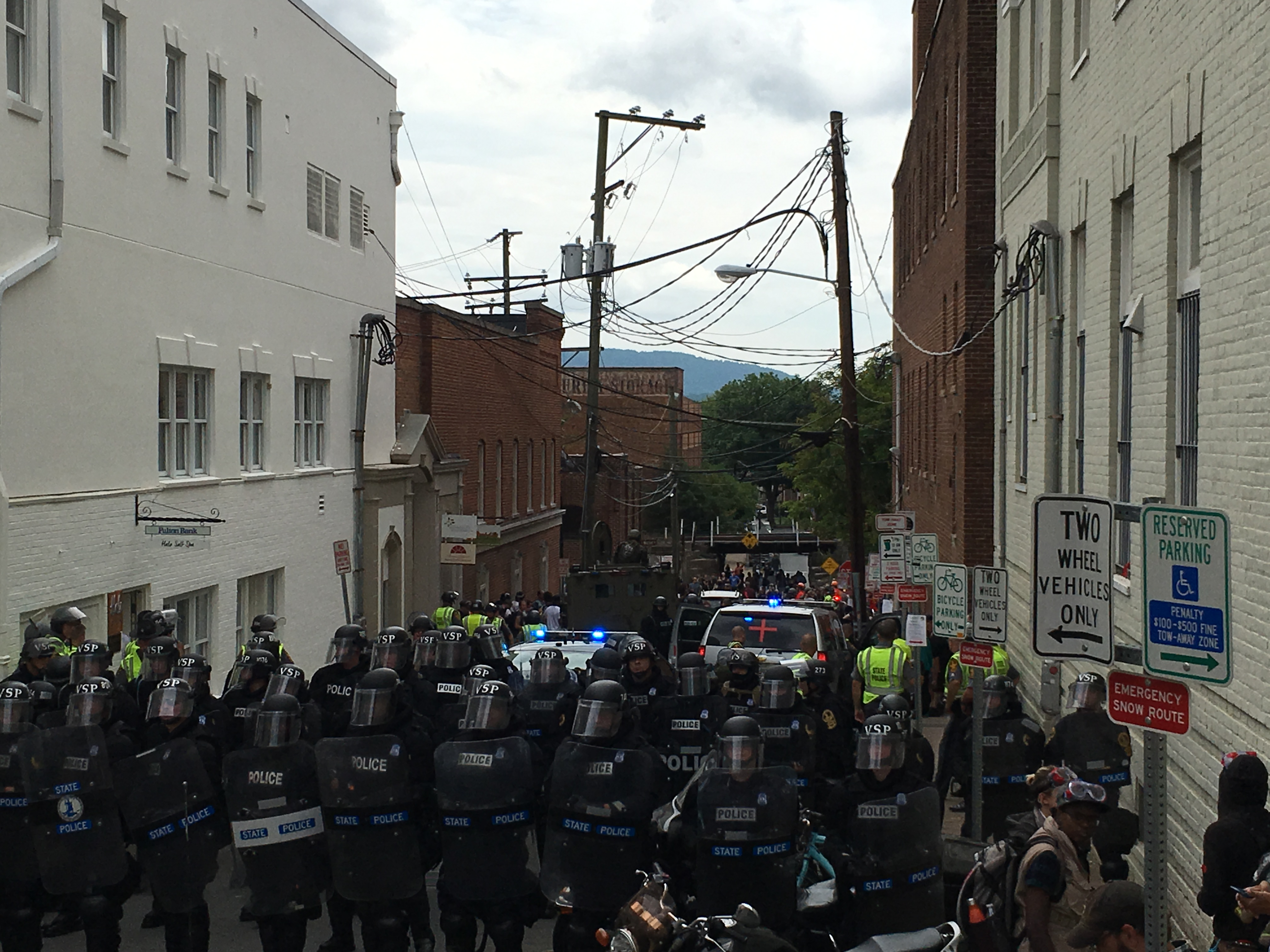
Charlottesville, VA 12 de agosto de 2017.

El suceso ocurrió cerca de las 13:00 hora local, poco después de que el gobernador de Virginia, Terry McAuliffe declaró el estado de emergencia en la ciudad por los enfrentamientos. La polémica Manifestación Unite the Right se organizó en protesta por la retirada de una estatua homenaje al general confederado Robert E. Lee, quien lideró a las fuerzas sureñas durante la Guerra de Secesión (1861-1865). Este suceso ya había generado enfrentamientos violentos el viernes por la noche en el campus universitario de la ciudad. La manifestación fue descrita como "el mayor encuentro de odio de su clase en décadas en EE. UU." por el Southern Poverty Law Center, un grupo que investiga a quienes fomentan la violencia racial.